# Georg Wenzelburger (Politikwissenschaftler)

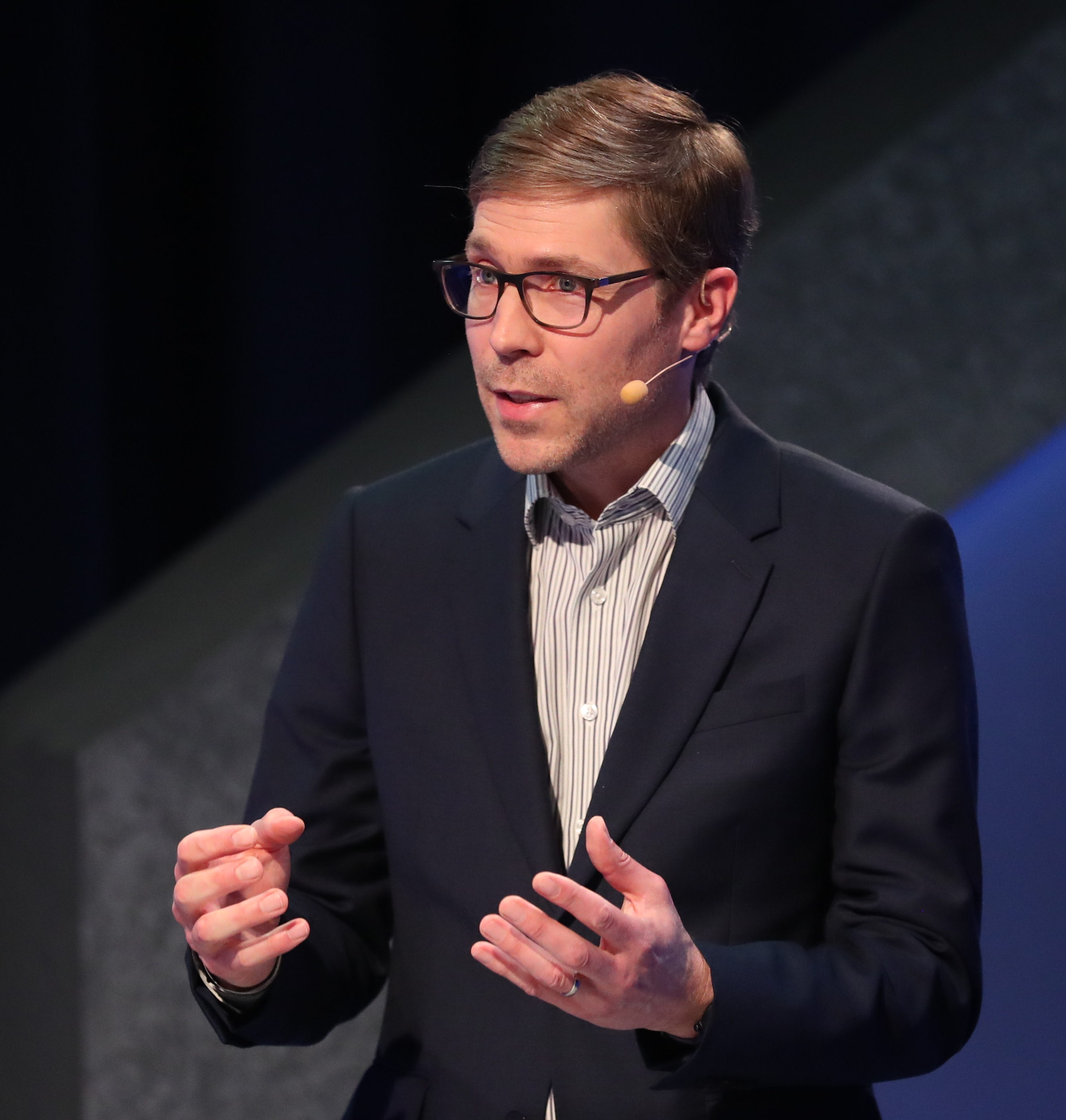
Georg Wenzelburger (2022)

Georg Wenzelburger (* 21. Februar 1981) ist ein deutscher Politikwissenschaftler.

## Leben
Wenzelburger absolvierte von 2001 bis 2006 ein Studium der Kommunikations- und Politikwissenschaft mit dem Vertiefungsfach Volkswirtschaftslehre an der Ludwig-Maximilians-Universität München sowie der Universität Umeå, welches er als Diplom-Journalist abschloss. Parallel zu seinem Studium absolvierte er zudem eine Ausbildung zum Redakteur an der Deutschen Journalistenschule mit Praktika, u. a. bei der Sächsischen Zeitung sowie dem Südwestrundfunk. Zwischen März und September 2006 war er Mitarbeiter eines Drittmittelprojekts der Bertelsmann Stiftung am Institut für Politikwissenschaft der Ruprecht-Karls-Universität Heidelberg, ehe er von 2007 bis 2009 dort als Promotionsstudent im interdisziplinären Promotionskolleg „Reformen der Steuer- und Sozialsysteme“ forschte. Nach Forschungsaufenthalten in Kanada, Schweden, Belgien und Frankreich wurde er im September 2009 in Heidelberg zum Doktor der Wirtschafts- und Sozialwissenschaften promoviert. Für seine Dissertation zum Thema „Haushaltskonsolidierungen und Reformprozesse: Determinanten, Konsolidierungsprofile und Reformstrategien in der Analyse“ wurde er mit dem Dr.-Gerhard-Ott-Preis ausgezeichnet. Zwischen Ende 2009 und Oktober 2013 war Wenzelburger als wissenschaftlicher Assistent am Lehrstuhl für Vergleichende Regierungslehre von Uwe Wagschal sowie als geschäftsführender Assistent des Seminars für Wissenschaftliche Politik der Albert-Ludwigs-Universität Freiburg tätig. Von April bis September 2012 vertrat er ebendort die Professur für Vergleichende Regierungslehre. Im Oktober 2013 übernahm er die Projektleitung des DFG-Projekts „Die Politik der Inneren Sicherheit“, welche er bis zum Projektabschluss im September 2018 innehatte.
Im Oktober 2014 wurde Wenzelburger Juniorprofessor für Politikwissenschaft mit Schwerpunkt Politische Ökonomie an der Technischen Universität Kaiserslautern, seit Oktober 2017 ist er dort Professor für Policy Analyse und Politische Ökonomie. 2016 hatte er einen Ruf auf die Professur für das Politische System der BRD an die Georg-August-Universität Göttingen abgelehnt. Seit September 2022 ist er Professor für Politikwissenschaft mit Schwerpunkt Komparative Europaforschung an der Universität des Saarlandes.

## Privates
Wenzelburger ist verheiratet und Vater von zwei Söhnen. Er lebt in Saarbrücken.

## Schriften (Auswahl)
- Wege der Konsolidierung. Die Haushaltssanierungen von Schweden, Kanada und Österreich im Vergleich. VDM, Saarbrücken 2008, ISBN 978-3-639-44002-7.
- Haushaltskonsolidierungen und Reformprozesse: Determinanten, Konsolidierungsprofile und Reformstrategien in der Analyse. Lit, Berlin/Münster 2010, ISBN 978-3-643-10710-7.
- mit Frieder Otto Wolf: Promotionsratgeber Politikwissenschaft. Springer VS, Wiesbaden 2010, ISBN 978-3-531-17078-7.
- mit Reimut Zohlnhöfer (Hrsg.): Handbuch Policy-Forschung. Springer VS, Wiesbaden 2015, ISBN 978-3-658-01967-9.
- mit Uwe Wagschal und Sebastian Jäckle (Hrsg.): Einführung in die Vergleichende Politikwissenschaft: Institutionen – Akteure – Policies. Kohlammer, Stuttgart 2015, ISBN 978-3-17-028966-6.
- mit Carsten Jensen: Reforming the Welfare State. Routledge, London 2020, ISBN 978-1-032-17641-3.
- The partisan politics of law and order. Oxford University Press. Oxford 2020, ISBN 978-0-19-092048-7.